# Giải vô địch bóng đá châu Âu 2012 (Bảng A)
Dưới đây là thông tin chi tiết về các trận đấu trong khuôn khổ bảng A - Giải vô địch bóng đá châu Âu 2012, là một trong bốn bảng đấu thuộc Euro 2012. Bảng A bắt đầu thi đấu vào ngày 8 tháng 6 năm 2012 và kết thúc vào 16 tháng 6 năm 2012. Hai đội đứng đầu bảng Séc, Hy Lạp được lọt vào vòng tứ kết trong khi chủ nhà Ba Lan và Nga bị loại khỏi giải đấu. Đây là lần đầu tiên đội đứng đầu bảng là Cộng hoà Séc có hiệu số bàn thắng âm.

## Xếp hạng
| Đội          | Số trận | Thắng | Hoà | Thua | Bàn thắng | Bàn thua | Hiệu só | Điểm |
| ------------ | ------- | ----- | --- | ---- | --------- | -------- | ------- | ---- |
| Cộng hòa Séc | 3       | 2     | 0   | 1    | 4         | 5        | −1      | 6    |
| Hy Lạp       | 3       | 1     | 1   | 1    | 3         | 3        | 0       | 4    |
| Nga          | 3       | 1     | 1   | 1    | 5         | 3        | +2      | 4    |
| Ba Lan       | 3       | 0     | 2   | 1    | 2         | 3        | −1      | 2    |

Hy Lạp xếp trên Nga nhờ hơn về thành tích đối đầu (1–0).
Cộng hòa Séc là đội bóng đầu tiên vượt qua vòng bảng Euro với hiệu số bàn thắng thua âm
Giờ thi đấu tính theo giờ địa phương (UTC+2)

## Ba Lan vs Hy Lạp
| Ba Lan          | 1-1      | Hy Lạp         |
| --------------- | -------- | -------------- |
| Lewandowski 17' | Chi tiết | Salpigidis 51' |

| Ba Lan | Hy Lạp |

| GK                      | 1  | Wojciech Szczęsny        | 69' |     |
| RB                      | 20 | Łukasz Piszczek          |     |     |
| CB                      | 13 | Marcin Wasilewski        |     |     |
| CB                      | 15 | Damien Perquis           |     |     |
| LB                      | 2  | Sebastian Boenisch       |     |     |
| CM                      | 11 | Rafał Murawski           |     |     |
| CM                      | 7  | Eugen Polanski           |     |     |
| RW                      | 16 | Jakub Błaszczykowski (c) |     |     |
| AM                      | 10 | Ludovic Obraniak         |     |     |
| LW                      | 8  | Maciej Rybus             |     | 70' |
| CF                      | 9  | Robert Lewandowski       |     |     |
| Vào thay người:         |    |                          |     |     |
| GK                      | 22 | Przemysław Tytoń         |     | 70' |
| Huấn luyện viên trưởng: |    |                          |     |     |
| Franciszek Smuda        |    |                          |     |     |

| GK                      | 1  | Kostas Chalkias           |         |     |
| RB                      | 15 | Vasilis Torosidis         |         |     |
| CB                      | 19 | Sokratis Papastathopoulos | 35' 44' |     |
| CB                      | 8  | Avraam Papadopoulos       |         | 37' |
| LB                      | 20 | José Holebas              | 45+2'   |     |
| RM                      | 2  | Ioannis Maniatis          |         |     |
| CM                      | 21 | Kostas Katsouranis        |         |     |
| LM                      | 10 | Giorgos Karagounis (c)    | 54'     |     |
| RF                      | 18 | Sotiris Ninis             |         | 46' |
| CF                      | 17 | Theofanis Gekas           |         | 68' |
| LF                      | 7  | Georgios Samaras          |         |     |
| Vào thay người:         |    |                           |         |     |
| DF                      | 5  | Kyriakos Papadopoulos     |         | 37' |
| FW                      | 14 | Dimitris Salpigidis       |         | 46' |
| MF                      | 22 | Kostas Fortounis          |         | 68' |
| Huấn luyện viên trưởng: |    |                           |         |     |
| Fernando Santos         |    |                           |         |     |

| Cầu thủ xuất sắc nhất trận: Robert Lewandowski (Ba Lan) Trợ lý trọng tài: Roberto Alonso Fernández (Tây Ban Nha) Juan Carlos Yuste Jiménez (Tây Ban Nha) Trọng bài bàn: Gianluca Rocchi (Ý) Các trọng tài phụ (khu vực cấm địa): David Fernández Borbalán (Tây Ban Nha) Carlos Clos Gómez (Tây Ban Nha) |

## Nga vs Cộng hòa Séc
| Nga                                                | 4-1      | Cộng hòa Séc |
| -------------------------------------------------- | -------- | ------------ |
| Dzagoev 15', 79' · Shirokov 24' · Pavlyuchenko 82' | Chi tiết | Pilař 52'    |

| Nga | Cộng hòa Séc |

| GK                      | 16 | Vyacheslav Malafeev |  |     |
| RB                      | 2  | Aleksandr Anyukov   |  |     |
| CB                      | 12 | Aleksei Berezutski  |  |     |
| CB                      | 4  | Sergei Ignashevich  |  |     |
| LB                      | 5  | Yuri Zhirkov        |  |     |
| RM                      | 6  | Roman Shirokov      |  |     |
| CM                      | 7  | Igor Denisov        |  |     |
| LM                      | 8  | Konstantin Zyryanov |  |     |
| RW                      | 17 | Alan Dzagoev        |  | 84' |
| LW                      | 10 | Andrei Arshavin (c) |  |     |
| CF                      | 11 | Aleksandr Kerzhakov |  | 73' |
| Vào thay người:         |    |                     |  |     |
| FW                      | 14 | Roman Pavlyuchenko  |  | 73' |
| FW                      | 18 | Aleksandr Kokorin   |  | 84' |
| Huấn luyện viên trưởng: |    |                     |  |     |
| Dick Advocaat           |    |                     |  |     |

| GK                      | 1  | Petr Čech              |  |     |
| RB                      | 2  | Theodor Gebre Selassie |  |     |
| CB                      | 5  | Roman Hubník           |  |     |
| CB                      | 6  | Tomáš Sivok            |  |     |
| LB                      | 3  | Michal Kadlec          |  |     |
| CM                      | 13 | Jaroslav Plašil        |  |     |
| CM                      | 19 | Petr Jiráček           |  | 76' |
| RW                      | 14 | Václav Pilař           |  |     |
| AM                      | 10 | Tomáš Rosický (c)      |  |     |
| LW                      | 9  | Jan Rezek              |  | 46' |
| CF                      | 15 | Milan Baroš            |  | 85' |
| Vào thay người:         |    |                        |  |     |
| MF                      | 17 | Tomáš Hübschman        |  | 46' |
| MF                      | 11 | Milan Petržela         |  | 76' |
| FW                      | 21 | David Lafata           |  | 85' |
| Huấn luyện viên trưởng: |    |                        |  |     |
| Michal Bílek            |    |                        |  |     |

| Cầu thủ xuất sắc nhất trận: Alan Dzagoev (Nga) Trợ lý trọng tài: Michael Mullarkey (Anh) Peter Kirkup (Anh) Trọng tài bàn: Manuel De Sousa (Bồ Đào Nha) Trọng tài phụ (khu vực cấm địa): Martin Atkinson (Anh) Mark Clattenburg (Anh) |

## Hy Lạp vs Cộng hòa Séc
| Hy Lạp    | 1 – 2    | Cộng hòa Séc          |
| --------- | -------- | --------------------- |
| Gekas 53' | Chi tiết | Jiráček 3' · Pilař 6' |

| Hy Lạp | Cộng hòa Séc |

| GK                      | 1  | Kostas Chalkias        |     | 23' |
| RB                      | 15 | Vasilis Torosidis      | 34' |     |
| CB                      | 5  | Kyriakos Papadopoulos  | 56' |     |
| CB                      | 21 | Kostas Katsouranis     |     |     |
| LB                      | 20 | José Holebas           |     |     |
| RM                      | 16 | Georgios Fotakis       |     | 46' |
| CM                      | 2  | Ioannis Maniatis       |     |     |
| LM                      | 10 | Giorgos Karagounis (c) |     |     |
| RF                      | 14 | Dimitris Salpigidis    | 57' |     |
| CF                      | 7  | Georgios Samaras       |     |     |
| LF                      | 22 | Kostas Fortounis       |     | 71' |
| Vào thay người:         |    |                        |     |     |
| GK                      | 13 | Michalis Sifakis       |     | 23' |
| FW                      | 17 | Theofanis Gekas        |     | 46' |
| FW                      | 11 | Konstantinos Mitroglou |     | 71' |
| Huấn luyện viên trưởng: |    |                        |     |     |
| Fernando Santos         |    |                        |     |     |

| GK                      | 1  | Petr Čech              |     |     |     |
| RB                      | 2  | Theodor Gebre Selassie |     |     |     |
| CB                      | 6  | Tomáš Sivok            |     |     |     |
| CB                      | 3  | Michal Kadlec          |     |     |     |
| LB                      | 8  | David Limberský        |     |     |     |
| CM                      | 17 | Tomáš Hübschman        |     |     |     |
| CM                      | 13 | Jaroslav Plašil        |     |     |     |
| RW                      | 19 | Petr Jiráček           | 36' |     |     |
| AM                      | 10 | Tomáš Rosický (c)      | 27' | 46' |     |
| LW                      | 14 | Václav Pilař           |     |     |     |
| CF                      | 15 | Milan Baroš            |     | 64' |     |
| Vào thay người:         |    |                        |     |     |     |
| MF                      | 18 | Daniel Kolář           | 65' | 46' | 90' |
| FW                      | 20 | Tomáš Pekhart          |     | 64' |     |
| FW                      | 12 | František Rajtoral     |     |     | 90' |
| Huấn luyện viên trưởng: |    |                        |     |     |     |
| Michal Bílek            |    |                        |     |     |     |

| Cầu thủ chơi hay nhất trận: Václav Pilař (Cộng hòa Séc) Trợ lý trọng tài: Frédéric Cano (Pháp) Michaël Annonier (Pháp) Trọng tài bàn: Matej Jug (Slovenia) Trọng tài phụ (khu vực cấm địa: Fredy Fautrel (Pháp) Ruddy Buquet (Pháp) |

## Ba Lan vs Nga
| Ba Lan             | 1 – 1    | Nga         |
| ------------------ | -------- | ----------- |
| Błaszczykowski 57' | Chi tiết | Dzagoev 37' |

| Ba Lan | Nga |

| GK                      | 22 | Przemysław Tytoń         |     |       |
| RB                      | 20 | Łukasz Piszczek          |     |       |
| CB                      | 13 | Marcin Wasilewski        |     |       |
| CB                      | 15 | Damien Perquis           |     |       |
| LB                      | 2  | Sebastian Boenisch       |     |       |
| CM                      | 5  | Dariusz Dudka            |     | 73'   |
| CM                      | 7  | Eugen Polanski           | 79' | 85'   |
| RW                      | 16 | Jakub Błaszczykowski (c) |     |       |
| AM                      | 11 | Rafał Murawski           |     |       |
| LW                      | 10 | Ludovic Obraniak         |     | 90+3' |
| CF                      | 9  | Robert Lewandowski       | 60' |       |
| Vào thay người:         |    |                          |     |       |
| MF                      | 18 | Adrian Mierzejewski      |     | 73'   |
| MF                      | 6  | Adam Matuszczyk          |     | 85'   |
| FW                      | 23 | Paweł Brożek             |     | 90+3' |
| Huấn luyện viên trưởng: |    |                          |     |       |
| Franciszek Smuda        |    |                          |     |       |

| GK                      | 16 | Vyacheslav Malafeev |     |     |
| RB                      | 2  | Aleksandr Anyukov   |     |     |
| CB                      | 12 | Aleksei Berezutski  |     |     |
| CB                      | 4  | Sergei Ignashevich  |     |     |
| LB                      | 5  | Yuri Zhirkov        |     |     |
| RM                      | 6  | Roman Shirokov      |     |     |
| CM                      | 7  | Igor Denisov        | 60' |     |
| LM                      | 8  | Konstantin Zyryanov |     |     |
| RW                      | 17 | Alan Dzagoev        | 75' | 79' |
| LW                      | 10 | Andrei Arshavin (c) |     |     |
| CF                      | 11 | Aleksandr Kerzhakov |     | 70' |
| Vào thay người:         |    |                     |     |     |
| FW                      | 14 | Roman Pavlyuchenko  |     | 70' |
| MF                      | 9  | Marat Izmailov      |     | 79' |
| Huấn luyện viên trưởng: |    |                     |     |     |
| Dick Advocaat           |    |                     |     |     |

| Cầu thủ chơi hay nhất trận: Jakub Błaszczykowski (Ba Lan) Trợ lý trọng tài: Jan-Hendrik Salver (Đức) Mike Pickel (Đức) Trọng tài bàn: István Vad (Hungary) Trọng tài phụ (khu vực cấm địa): Florian Meyer (Đức) Deniz Aytekin (Đức) |

## Cộng hòa Séc vs Ba Lan
| Cộng hòa Séc | 1 – 0    | Ba Lan |
| ------------ | -------- | ------ |
| Jiráček 72'  | Chi tiết |        |

| Cộng hòa Séc | Ba Lan |

| GK                      | 1  | Petr Čech (c)          |       |       |
| RB                      | 2  | Theodor Gebre Selassie |       |       |
| CB                      | 6  | Tomáš Sivok            |       |       |
| CB                      | 3  | Michal Kadlec          |       |       |
| LB                      | 8  | David Limberský        | 12'   |       |
| CM                      | 17 | Tomáš Hübschman        |       |       |
| CM                      | 13 | Jaroslav Plašil        | 87'   |       |
| RW                      | 19 | Petr Jiráček           |       | 84'   |
| AM                      | 18 | Daniel Kolář           |       |       |
| LW                      | 14 | Václav Pilař           |       | 88'   |
| CF                      | 15 | Milan Baroš            |       | 90+1' |
| Vào thay người:         |    |                        |       |       |
| DF                      | 12 | František Rajtoral     |       | 84'   |
| FW                      | 9  | Jan Rezek              |       | 88'   |
| FW                      | 20 | Tomáš Pekhart          | 90+4' | 90+1' |
| Huấn luyện viên trưởng: |    |                        |       |       |
| Michal Bílek            |    |                        |       |       |

| GK                      | 22 | Przemysław Tytoń         |     |     |
| RB                      | 20 | Łukasz Piszczek          |     |     |
| CB                      | 13 | Marcin Wasilewski        | 61' |     |
| CB                      | 15 | Damien Perquis           | 90' |     |
| LB                      | 2  | Sebastian Boenisch       |     |     |
| CM                      | 5  | Dariusz Dudka            |     |     |
| CM                      | 7  | Eugen Polanski           | 48' | 56' |
| RW                      | 16 | Jakub Błaszczykowski (c) | 87' |     |
| AM                      | 11 | Rafał Murawski           | 22' | 73' |
| LW                      | 10 | Ludovic Obraniak         |     | 73' |
| CF                      | 9  | Robert Lewandowski       |     |     |
| Vào thay người:         |    |                          |     |     |
| MF                      | 21 | Kamil Grosicki           |     | 56' |
| FW                      | 23 | Paweł Brożek             |     | 73' |
| MF                      | 18 | Adrian Mierzejewski      |     | 73' |
| Huấn luyện viên trưởng: |    |                          |     |     |
| Franciszek Smuda        |    |                          |     |     |

| Cầu thủ xuất sắc nhất trận: Petr Jiráček (Cộng hòa Séc) Trợ lý trọng tài: Alasdair Ross (Scotland) Derek Rose (Scotland) Trọng tài bàn: Fredy Fautrel (Pháp) Các trọng tài phụ (khu vực cấm địa): William Collum (Scotland) Euan Norris (Scotland) |

## Hy Lạp vs Nga
| Hy Lạp           | 1 – 0    | Nga |
| ---------------- | -------- | --- |
| Karagounis 45+2' | Chi tiết |     |

| Hy Lạp | Nga |

| GK                      | 13 | Michalis Sifakis          |       |     |
| RB                      | 15 | Vasilis Torosidis         |       |     |
| CB                      | 19 | Sokratis Papastathopoulos |       |     |
| CB                      | 5  | Kyriakos Papadopoulos     |       |     |
| LB                      | 3  | Georgios Tzavelas         |       |     |
| CM                      | 21 | Kostas Katsouranis        |       |     |
| CM                      | 2  | Ioannis Maniatis          |       |     |
| RW                      | 14 | Dimitris Salpigidis       |       | 83' |
| AM                      | 10 | Giorgos Karagounis (c)    | 61'   | 67' |
| LW                      | 7  | Georgios Samaras          |       |     |
| CF                      | 17 | Theofanis Gekas           |       | 64' |
| Vào thay người:         |    |                           |       |     |
| MF                      | 20 | José Holebas              | 90+4' | 64' |
| MF                      | 6  | Grigoris Makos            |       | 67' |
| MF                      | 18 | Sotiris Ninis             |       | 83' |
| Huấn luyện viên trưởng: |    |                           |       |     |
| Fernando Santos         |    |                           |       |     |

| GK                      | 16 | Vyacheslav Malafeev |       |     |
| RB                      | 2  | Aleksandr Anyukov   | 61'   | 81' |
| CB                      | 12 | Aleksei Berezutski  |       |     |
| CB                      | 4  | Sergei Ignashevich  |       |     |
| LB                      | 5  | Yuri Zhirkov        | 69'   |     |
| RM                      | 6  | Roman Shirokov      |       |     |
| CM                      | 7  | Igor Denisov        |       |     |
| LM                      | 22 | Denis Glushakov     |       | 72' |
| RF                      | 17 | Alan Dzagoev        | 70'   |     |
| CF                      | 11 | Aleksandr Kerzhakov |       | 46' |
| LF                      | 10 | Andrei Arshavin (c) |       |     |
| Vào thay người:         |    |                     |       |     |
| FW                      | 14 | Roman Pavlyuchenko  |       | 46' |
| FW                      | 20 | Pavel Pogrebnyak    | 90+3' | 72' |
| MF                      | 9  | Marat Izmailov      |       | 81' |
| Huấn luyện viên trưởng: |    |                     |       |     |
| Dick Advocaat           |    |                     |       |     |

| Cầu thủ hay nhất trận đấu: Giorgos Karagounis (Hy Lạp) Trợ lý trọng tài: Stefan Wittberg (Thụy Điển) Mathias Klasenius (Thụy Điển) Trọng tài bàn: Hüseyin Göçek (Thổ Nhĩ Kỳ) Trọng tài phụ (khu vực cấm địa): Markus Strömbergsson (Thụy Điển) Stefan Johannesson (Thụy Điển) |